# 比約恩·納提科·林德布勞
比約恩·納提科·林德布勞（瑞典語：Björn Natthiko Lindeblad，1961年8月16日—2022年1月17日），法名納提科·比丘（Natthiko Bhikku），是一名瑞典經濟學家、講師和佛教僧侶。

## 生平
林德布勞於1961年8月16日出生。他擁有斯德哥爾摩經濟學院的經濟學碩士學位，並於1980年代中期開始在西班牙AGA AB公司擔任財務副經理。由於不喜歡這份工作，他開始在幼兒園工作，並學習文學研究。他也當過代課老師，並在印度擔任一年的聯合國經濟學家。
林德布勞在印度之前和在印度的一年中對冥想和佛教產生了濃厚的興趣，1992年1月，他向泰國東北部一座貧窮的森林寺院Wat Pah Nanachat申請出家，取名納提科·比丘。寺院是心靈客棧，有許多來自泰國和國外的客人，林德布勞非常欣賞這裡的環境和社區。2008年10月，林德布勞決定離開寺院，返回瑞典主持禪修閉關和舉辦講座。
2012年，林德布勞被選為瑞典著名廣播節目《Sommar》的夏季聽眾主持人。隨後，他在引導冥想、靜修和商業領導課程方面取得成功。2018年9月，林德布勞被診斷出患有肌萎縮性脊髓側索硬化症（ALS），這在不同程度上影響了他繼續進行演講活動。
2020年，他出版了《我可能錯了：森林智者的最後一堂人生課》（Jag kan ha fel och andra visdomar från mitt liv som buddhistmunk）一書。
2022年1月17日，林德布勞在親人的陪伴下安樂死，享年60歲。他的妻子是伊麗莎白·拉格奎斯特（Elisabeth Lagerqvist） 。

## 外部連結
- Official website （页面存档备份，存于）